# Commercial-off-the-shelf
Commercial-off-the-shelf (COTS) er en betegnelse på software eller hardware, som kan købes eller licenseres fra et åbent marked i modsætning til egenudviklede eller bestillingsudviklet software eller hardware.
Valget mellem at anvende COTS eller egenudviklede komponenter er ikke altid let at afklare.
Fordele:
- Virksomheden behøver ikke afsætte resurser til udvikling af komponenter, som ikke anses at være forretningsmæssigt unikke (kerne)
- Produktet kan antages at drage nytte af eksterne teknikudvikling med meget mindre egenindsats
- leverance logistik og vedligeholdelse kan forenkles
- Kunder får produkter som de i større udstrækning genkender og kan drage nytte af allerede gjorte investeringer, såvel materielle som immaterielle (f.eks. egen kompetence hos personalet)

Ulemper:
- Forandringer i COTS-komponenter sker udenfor virksomhedens styring og er ikke altid til fordel for egne produkter
- Leverandører og teknologier kan forsvinde fra markedet
- Integration og testning af de integrerede produkter må alligevel gennemføres, hvilket i nogle tilfælde er den størstedelen af udgifterne
- De egenudviklede komponenter skal tilpasses, hvilket ikke altid giver optimale systemer

Adgangen til "frie" komponenter, som f.eks. Linux, og den altid bedre kvaliteten på disse har drevet anvendelsen af COTS frem gennem de sidste år.